# Rick & the Ravens
Rick & the Ravens je americká hudební skupina založená roku 1961, ve které hrál i Ray Manzarek, než se připojil k The Doors. Kvůli svému hlasu, který byl svým zabarvením bližší spíše tradičnímu blues než rock'n'rollu, byl Manzarek znám jako „Screamin' Ray Daniels“ (Manzarekovo prostřední jméno bylo Daniel), „Screamin' Ray“, „the Bearded Blues Shouter“, nebo jednoduše „the Screamer“. Jméno Rick patřilo Rayovu bratrovi, Ricku Manzarekovi.
Skupina byla zpočátku složená z Raye Manzareka jako zpěváka a klávesisty, Ricka Manzareka hrajícího na kytaru, Jima Manzareka na harmoniku, Rolanda Biscaluze hrajícího na basu, Pata Stonnera na saxofon a Vince Thomase jako bubeníka. Roku 1964 přichází do skupiny nový zpěvák, Jim Morrison. Stonner, Biscaluz a Thomas odchází. Poté přichází nový bubeník John Densmore a basistka Pat Sullivan. Tato sestava nemá dlouhého trvání, Morrison se s ostatními členy kromě Raye Manzareka a Densmorea nepohodne a ti odcházejí. Přidá se kytarista Robby Krieger a v roce 1965 tak vzniká skupina The Doors.
Kapela Rick & the Ravens vydala tři singly ve vydavatelství Aura Records.
V roce 2011 Rick Manczarek skupinu obnovil, přičemž Rob Stanfield zpívá a hraje rytmickou kytaru, Steve Cress hraje sólovou kytaru, Pete Tebow na baskytaru, Paul Estrip bicí a na harmoniku hraje Scott Ferris.